# 奧托鎮區 (密歇根州)
奧托鎮區（英語：Otto Township）是位於美國密歇根州奧希阿納縣的一個行政鎮區。

## 地方資料
奧托鎮區的面積為93.10平方千米，當中陸地面積為92.90平方千米，而水域面積為0.20平方千米。根據2020年美國人口普查的數據，當地共有人口858人，而人口密度為每平方千米9.22人。